# 427
427（四百二十七、四二七、よんひゃくにじゅうなな）は自然数、また整数において、426の次で428の前の数である。

## 性質
- 427は合成数であり、約数は 1, 7, 61, 427 である。
  - 約数の和は496。
    - 約数の和が完全数496になる唯一の数である。
    - 約数の和が完全数になる3番目の数である。1つ前は12、次は10924032。(オンライン整数列大辞典の数列 A146542)
    - 約数の和が倍積完全数になる10番目の数である。1つ前は308、次は429。
- 134番目の半素数である。1つ前は422、次は437。
- 各位の和が13になる33番目の数である。1つ前は418、次は436。
- 427 = 92 + 112 + 152
  - 3つの平方数の和1通りで表せる99番目の数である。1つ前は424、次は436。(オンライン整数列大辞典の数列 A025321)
  - 異なる3つの平方数の和1通りで表せる108番目の数である。1つ前は424、次は428。(オンライン整数列大辞典の数列 A025339)
- n = 427 のときの n! + 1 で表せる 427! + 1 は15番目の階乗素数である。1つ前は399、次は872。(オンライン整数列大辞典の数列 A002981)

## その他 427 に関連すること
- 西暦427年
- 紀元前427年
- 大ミサ曲 ハ短調 K.427 - ヴォルフガング・アマデウス・モーツァルトが作曲した未完成のミサ曲。
- ベル 427（Bell 427） - ベル・ヘリコプターとサムスン航空産業が開発した軽量双発多目的ヘリコプター。